# 東海岸全國特快
東海岸全國特快（英文：National Express East Coast，簡稱NXEC）是英國的一家提供鐵路客運的公司，所有者是国家快运。在2007年12月至2009年11月期間，全國特快集團曾擁有東海岸城際列車的專營權。東海岸全國特快主要運營運行在東海岸主線（East Coast Main Line）上的城際列車。東海岸全國特快的大多數列車均運行在自倫敦國王十字車站至愛丁堡瓦弗利車站之間的路線。

## 外部連結
- Department for Transport InterCity East Coast franchise